# Hieronim Gorzeński

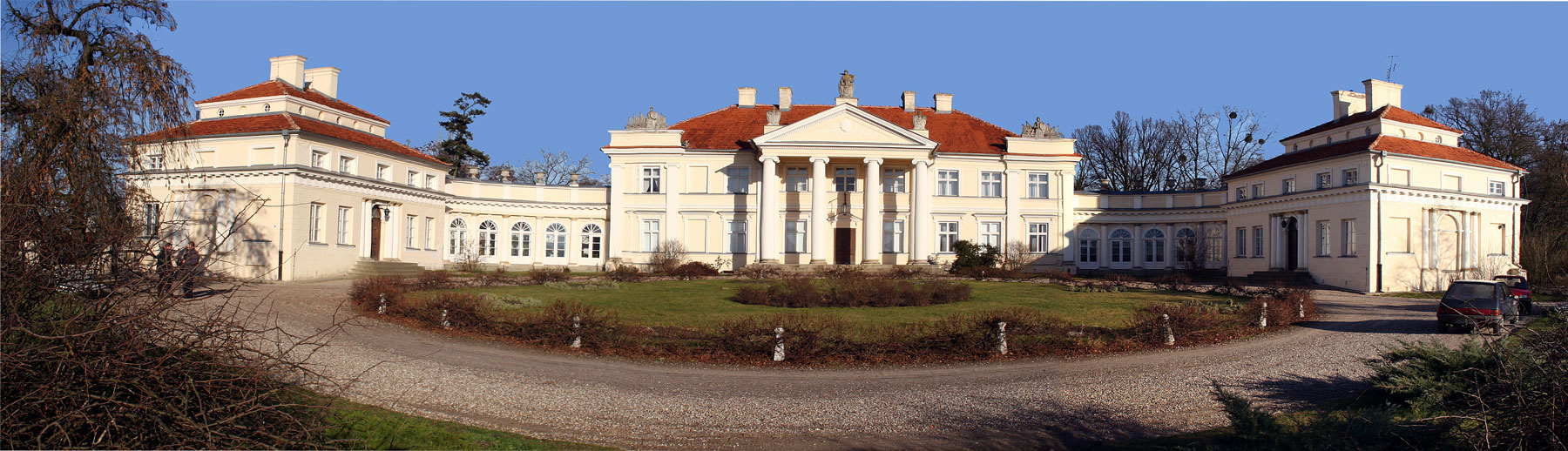
Pałac w Śmiełowie

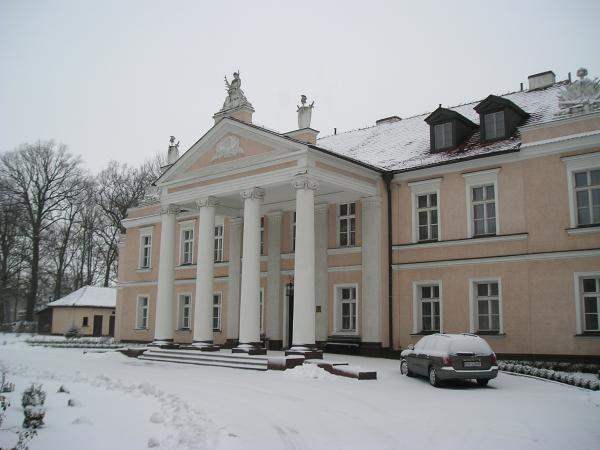
Pałac w Gębicach

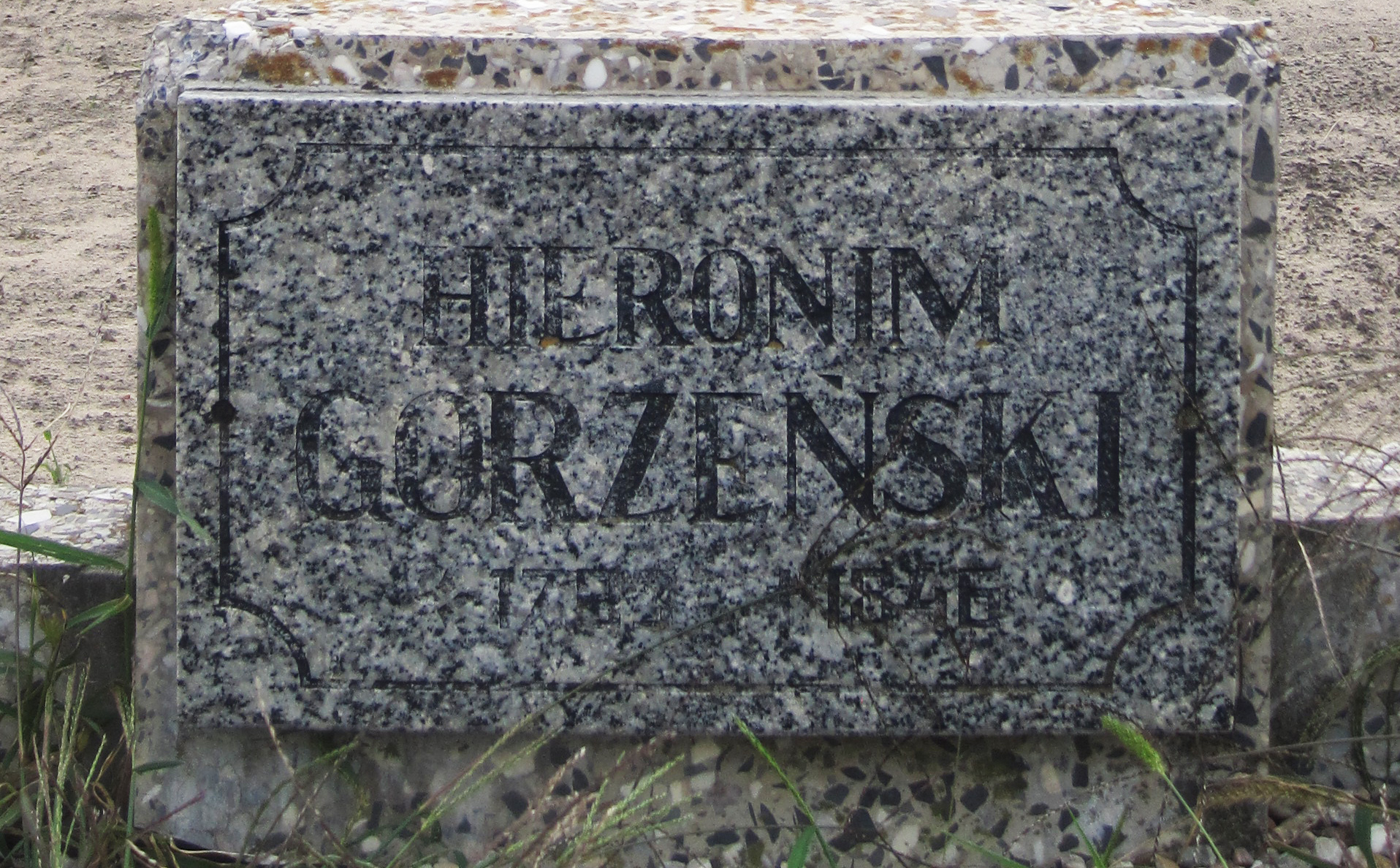
Kamień nagrobny H. Gorzeńskiego na cmentarzu we Lgowie

Hieronim Gorzeński (ur. 1793 w Śmiełowie, zm. 22 lipca 1846 tamże) – herbu Nałęcz, polski arystokrata, działacz patriotyczny, właściciel dóbr śmiełowskich.

## Życiorys
Był synem Andrzeja Ostroroga-Gorzeńskiego herbu Nałęcz i Józefy z Morawskich Gorzeńskiej z Chomęcic. Naukę pobierał początkowo w domu, a następnie w Dreźnie (1800-1806) i Wilnie (1810-1812, pod opieką Jana Śniadeckiego). Naukę przerwał, by wziąć udział w kampanii moskiewskiej Napoleona (m.in. jako adiutant marszałka Louisa Davouta). Odniósł ciężkie rany w bitwie pod Borodino we wrześniu 1812. Powrócił do Wilna, gdzie leczył się z ran z pomocą Jana Śniadeckiego. W kwietniu 1814 wrócił do Śmiełowa, ale utrzymywał kontakty ze środowiskiem wileńskim, m.in. zawiózł tam na studia swych młodszych braci - Prota i Wita, którym również patronował Śniadecki. 
Rana odniesiona w 1812 dokuczała mu coraz bardziej, w miarę upływu lat. W 1818 operowany był w Poznaniu. Jeździł też do zdrojów śląskich. W 1821, po śmierci ojca, otrzymał dobra śmiełowskie, a 27 maja 1822 ożenił się z Antoniną Bojanowską (ur. 1802 w Krzekotowicach, zmarłą w 1868), córką szambelana Bogusława. Miał z nią pięciu synów: Władysława (1826–1869), Antoniego (1828–1880), Zygmunta (1830–1889), Tadeusza (1833–1873) i Stanisława (1835–1898).
W 1829 uwłaszczył chłopów w Szczonowie, a w 1838 w Śmiełowie. Był członkiem Związku Kosynierów, Towarzystwa Patriotycznego, Komitetu Dobroczynności, Towarzystwa Naukowej Pomocy, Kasyna Gostyńskiego, a także spółki bazarowej. W latach 1827, 1830, 1834, 1843 i 1845 wybierany był posłem z powiatu wrzesińskiego na Sejm Wielkiego Księstwa Poznańskiego, gdzie składał petycje w obronie narodu i języka polskiego. Podczas powstania listopadowego wspomagał osoby przekraczające granicę zaborów. Przekazał m.in. Juliuszowi Słowackiemu korespondencję Rządu Narodowego. 
Gościł w Śmiełowie Adama Mickiewicza, który poznał podczas tych wizyt wielkopolskie tradycje napoleońskie, a Gorzeński opowiadał mu wielokrotnie o goszczących w jego dobrach bohaterach narodowych - m.in. Janie Henryku Dąbrowskim, Ignacym Prądzyńskim, czy Sczanieckich, Mycielskich, Radolińskich i Czarnieckich. 
W 1843 przebywał w Paryżu, gdzie spotkał się najpewniej z Mickiewiczem, Słowackim i Towiańskim. Przed powstaniem w 1846 udzielał schronienia emisariuszom. Zmarł wkrótce i został pochowany w rodzinnym grobowcu we Lgowie.

## W kulturze
W serialu telewizyjnym Niepewność (reż. W. Szarek, 2024) w rolę Hieronima Gorzeńskiego wcielił się Adam Bobik.